# Hōjō Ujiteru
Hōjō Ujiteru (北条 氏照?; 1539 – 10 agosto 1590) è stato un samurai e generale giapponese, figlio di Hōjō Ujiyasu e signore del castello di Hachiōji in quella che è oggi Tokyo.

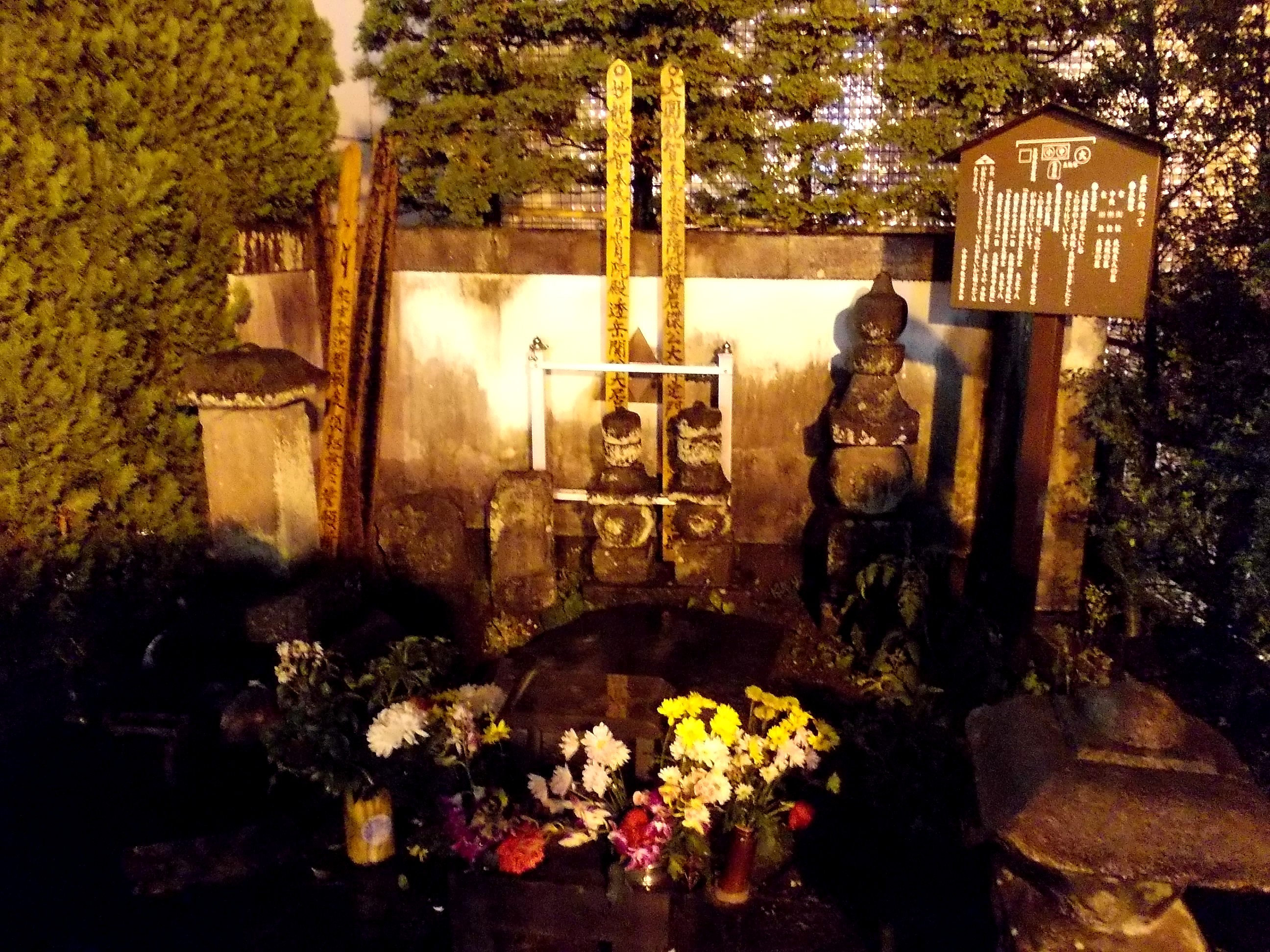
Tombe di Hōjō Ujimasa e Ujiteru a Odawara

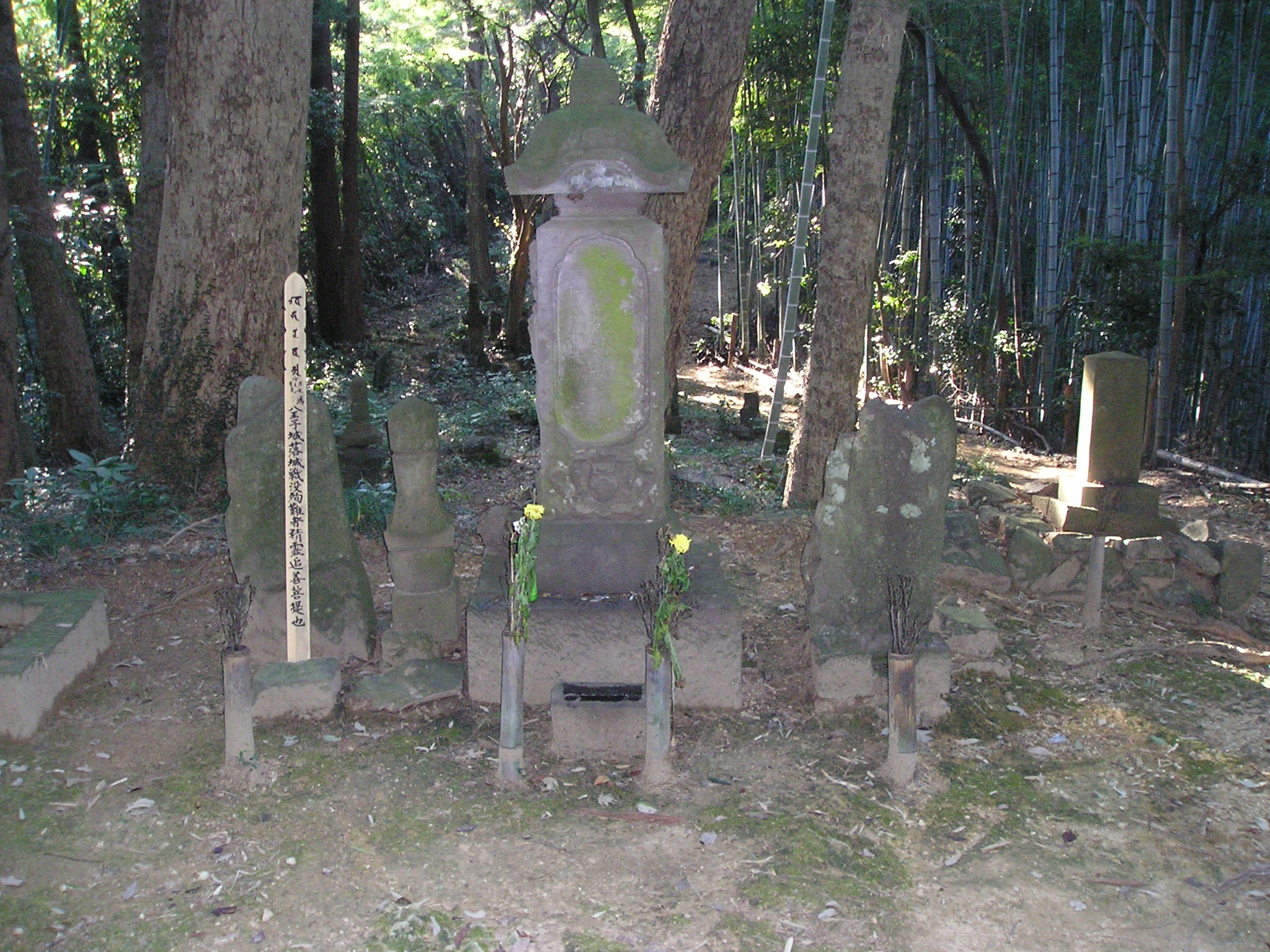
Tomba di Hōjō Ujiteru vicino al castello di Hachiōji

Ujiteru fu il secondo figlio di Hōjō Ujiyasu, potente daimyō del clan Hōjō durante il periodo Sengoku.
Governò prima Takiyama e poi il castello di Hachiōji nella provincia di Musashi, assieme ad altri tre castelli nel corso della sua carriera. Si dice che Ujiyasu considerasse superiore Ujiteru del fratello più grande Ujimasa in molti aspetti, anche se è noto per la sua abilità diplomatica.
Assieme al fratello Ujikuni fu sconfitto nella battaglia di Mimasetōge da Takeda Shingen nel 1569. Consigliò più tardi al fratello Hōjō Ujimasa di formare un'alleanza con Oda Nobunaga. Anche se gli Hōjō e gli Oda cooperarono per l'invasione dei domini Takeda nella primavera del 1582, Ujimasa diffidava sulle intenzioni di Nobunaga e fu irritato dalla sua invasione del Kōzuke. Ignorò i suggerimenti di Ujiteru, che in ogni caso divennero vani con la morte di Nobunaga nel 1582.
Quando gli Hōjō si arresero (vedi Assedio di Odawara) a Toyotomi Hideyoshi nell'agosto 1590, commise seppuku assieme a Ujimasa.
Le loro tombe, oggi a pochi passi dalla stazione di Odawara, si dice siano state collocate in cima alla stessa pietra in cui i due fratelli eseguirono seppuku. Le tombe sono state sistemate dal clan Inaba nel XVII secolo, e anche se furono danneggiate dal grande terremoto del Kantō del 1923, furono riparate nuovamente l'anno successivo.
Esiste un'altra tomba di Ujiteru, vicino al castello di Hachiōji.